# Manuel García Linares
Manuel García Linares és un artista polifacètic, però fonamentalment pintor,  espanyol, nascut a Navelgas, al municipi de Tinéu, Principat d'Astúries, a 1943.
Era fill de Manuel García García, conegut com a "Lulo Nieto", i Enriqueta Linares Martínez, que a més de portar casa, regentava un bar suspensió en Navelgas, localitat asturiana que es constituirà en el centre de tota la seva pintura.
Com a conseqüència d'haver de realitzar llargs temps de repòs per motius mèdics, es va començar a aficionar a la lectura de biografies de grans pintors, cosa que li fa pensar que ell mateix pot arribar a ser un gran artista de la pintura. i s'entusiasma amb la idea que ell mateix podria arribar a ser un gran artista, i a partir d'aquest moment comença a copiar les obres de grans pintors que veia en els llibres que tenia al seu abast. Comença llavors a rebre lliçons a l' Escola d'Arts i Oficis d'Oviedo. Allà té com a professors, a Adolfo Folgueras, Rafael Borbolla, Manolo Segura, Antonio Miño i Magí Berenguer, entre d'altres.
També va rebre formació en els tallers de dibuix de Saint Germain, de París, França, l'any 1962.
Passa una etapa de residència alternada entre París i Oviedo. A 1965 estableix, ja definitivament la seva residència a la capital d'Espanya, i decideix rebre classes de nu natural al Cercle de Belles Arts de Madrid.
A la dècada dels 70 decideix emprendre un viatge a Amèrica Central, obrint un nou àmbit en la seva atenció artística i humana.
A 1972 Inicia la seva col·laboració amb la galeria Tassili d'Oviedo, el qual es veurà interromput a partir de 1982 pel tanca de la galeria, passant en aquest moment a exposar la seva obra, cada tres o quatre anys, a la galeria Murillo d'Oviedo.
A 1975, Manuel García Linares es casa amb una professora d'anglès, Isabel Marsá Valdovinos. El matrimoni es trasllada a Anglaterra, on estableix el seu domicili a Sheffield. Mentre resideix allà, participa en activitats del Departament d'Espanyol de la Universitat local i col·labora amb Alan Yates, que iniciarà posteriorment contactes amb la Universitat d'Oviedo, que es mantenen avui dia.
Quan va tornar a Espanya, inicia diverses accions amb la finalitat de mobilitzar els paisans del seu poble natal, seguint així la pauta començada amb anterioritat, en la que va promoure la creació de l'Associació de Veïns de Navelgas i la fundació del diari “El Cuarto de los Valles”. A 1979 s'organitza per primera vegada El Dia dels Pobles d'Astúries de Navelgas, que pretenia agermanar entre si a diverses localitats de la regió.
A 1982 neix el seu primer fill, Jaume, i el 1984 la seva filla Almudena.
A 1983 passa a convertir-se en jurat del Certamen Nacional de Pintura de Ḷḷuarca, i coincidint amb l'acte, es publica un llibre sobre la seva vida i obra dirigit per Jesús Vila Pastur i Evaristo Arce.
A més, en la dècada dels anys 80 decideix a diversificar la seva obra utilitzant noves tècniques, bé les ceràmiques, bé el disseny d'obres com el trofeu del Premi Astúries de periodisme, que concedeix anualment el Centre Asturià de Madrid, del qual és membre actiu.
A 1989, presenta a Madrid i Oviedo el llibre "Molinos de agua y maquila", amb el qual pretén defensar la conservació d'aquests elements etnogràfics, sent autor tant de text com d'il·lustracions. Al setembre, d'aquest mateix any, és rebut en audiència pel llavors Príncep d'Astúries, Felip de Borbó, a qui fa obsequi d'un exemplar de l'obra, que presenta un pròleg del qual és autor Julio Caro Baroja. No és aquest el seu únic llibre, sinó que a aquest li segueixen posteriorment altres publicacions, com són "A ras de tierra" (1991), "Asturias, de campo a mar" (1992) i "La caza en Asturias "(1994).

## Activitat artística

### Certàmens, concursos, premis i homenatges
A 1960, presenta per al certamen anual convocat per Educació i Descans a Oviedo una obra, aconseguint una menció d'honor, amb el quadre titulat "Vagabundos".
A 1964, és elegit representant a Astúries per al certamen nacional organitzat per l'Obra Sindical a Madrid i guanya la medalla de plata.
A 1969 obté la medalla de bronze en la I Biennal juliol Garllo de Gijón, en què surten vencedors Adolfo Bartolomé, medalla d'or, i Eduardo Úrculo, medalla de plata.
A 1971, coincidint amb una exposició organitzada per la Galeria Altamira, a Gijón, un oli seu obté un accèssit al Certamen Nacional de Pintura de Ḷḷuarca.
A 1972 s'obté un altre accèssit al Certamen Nacional de Pintura de Ḷḷuarca, en el qual més endavant aconseguirà també un primer premi i menció honorífica en aquarel·la.
A 1974 és seleccionat per participar en la I Biennal d'Art Ciutat d'Oviedo amb un quadre que finalment va ser adquirit per la Caixa Rural d'Astúries.
En 1981 participa en la I Biennal "La Carbonera", de Sama, on, a manera de premi, se li compra el quadre que ha presentat a concurs.
A 1983 és homenatjat en el Certamen de Pintura de Ḷḷuarca, entrant a formar part del seu jurat a partir de llavors.
El 2010 rep el VII Lar Vial de Tuña, guardó que li és concedit per l'associació de dones «Cuarto La Riera», l'Hostaleria de Tuña i l'Associació Cultural d'aquest mateix poble pel seu compromís no només amb el seu poble natal, sinó també amb tot el conceyu de Tinéu.

### Exposicions col·lectives
1981 Forma part de l'exposició col·lectiva "Panorama 81 del Arte Asturiano", celebrada al Cercle de Belles Arts de Madrid.
1983 Participa en una col·lectiva celebrada al Saló de Nacions de París, França.

### Exposicions individuals
A 1960 mateix any porta a terme la seva primera exposició individual, realitzada als baixos de la cafeteria Oviedo Rívoli.
A 1966 mostra la seva obra a la Caixa d'Estalvis de Lleó.
A 1968 exhibeix olis i dibuixos al "Club  Pueblo", sala d'exposicions del diari vespertí madrileny.
A 1969, va exhibir la seva obra a l' Ateneu de Gijón, a la galeria Abril de Madrid, i també a l'Ambaixada Espanyola de Lisboa.
A 1970, exposa a la galeria L'Ami des Lettres de Bordeus, sent la seva primera exposició a França.
A 1971 porta a terme, a la cafeteria Tiki Tabú de Gijón, una exposició-enquesta, organitzada per la galeria Altamira.
A 1972 exposa a la sala Oller de la Casa d'Espanya a San Juan (Puerto Rico).
A 1974 exposa els seus olis a la galeria Marquès de Uranga de Gijón.
A 1976 exposa a la Vision Gallery de Sheffield, Anglaterra.
A 1980 exposa a la Woodstock Gallery de Londres.
Al seu retorn a Espanya, després de la seva residència al Regne Unit, exposa els seus olis a les galeries Balboa 13 de Madrid, Bernesga de Lleó i Vicent de Gijón.
A 1981 exposa a la Galeria Iris de Salamanca. I per primera vegada a la sala d'art Tioda, que a conseqüència del tancament de la galeria Vicent, passa a ser el seu únic enllaç professional amb el públic de Gijón.
A 1982 exposa per primera vegada a la sala d'art Espí de Torrelavega (Cantàbria), a més de fer-ho també a la galeria Aktuaryus d'Estrasburg, de la mà del degà de la Facultat de Filologia Romànica, André Labertit.
A 1983 exposa la sala de la Caixa d'Estalvis Popular de Valladolid.
En els anys següents, exhibeix amb regularitat la seva obra a Madrid, Oviedo, Gijón i Estrasburg, on presentarà les seves escultures en 1985.
A 1992 porta a terme una exposició retrospectiva de la seva obra al Centre Cultural Galileu de Madrid.
A 1994 exposa al Centre Asturià de Madrid, que tenia com a finalitat recaptar fons per Missatgers de la Pau; també en aquest mateix any, exposa a la sala Murillo d'Oviedo, on torna a repetir entre el 18 de novembre i l'11 de desembre de l'any 2010.

## Obra pública
- "La lechera", 1996, Plaça Trascorrales, Oviedo, Astúries.[7]
- "Monument a Marino Gutiérrez Suárez", 1997, Parque de Dolores F. Duro, La Felguera, Llangréu, Astúries.[7]
- "¡Adiós Cordera!", 2002, plaça General Ordóñez, Oviedo.[7]
- "Monument a Jesús, el Pirulero", 2007, Carrer Nacho Martínez, Mieres, Astúries.[7]
- "Monument a Luis Riera Posada",2008, plaça de l'església de San Juan el Real, Oviedo.[7]